# Красноталовский
Красноталовский — хутор в Еланском районе Волгоградской области России, в составе Тростянского сельского поселения.
Население — 456 (2010) человек.

## История
Основан как владельческий посёлок. Посёлок Красноталов относился к Хопёрскому округу Земли Войска Донского (с 1870 — Область Войска Донского). В 1859 года в посёлке проживали 61 мужчина и 76 женщин. После отмены крепостного права посёлок был отнесён к Тростянской волости. Согласно переписи 1873 года в посёлке проживали 83 мужчины и 71 женщина, в хозяйствах жителей имелось 32 лошади, 35 пар волов, 41 голова прочего рогатого скота, 60 овец. Согласно переписи населения 1897 года в посёлке проживали 53 мужчины и 63 женщины, из них грамотных: мужчин — 11 (20,8 %), женщин — 1 (1,6 %).
Согласно алфавитному списку населённых мест Области Войска Донского 1915 года земельный надел посёлка составлял 1700 десятин, в населённом пункте проживали 78 мужчин и 68 женщин, имелось сельское правление. Посёлок обслуживало Мачехское почтовое отделение (село Мачеха).
С 1928 года хутор — в составе Еланского района Камышинского округа (упразднён в 1930 году) Нижне-Волжского края (с 1934 года — Сталинградский край). Хутор относился к Красноталовскому сельсовету. В 1935 году Красноталовский сельсовет передан в состав Мачешанского района Сталинградского края (с 1936 года — Сталинградской области). В соответствии с Указом Президиума Верховного Совета РСФСР от 14 августа 1959 года, решением Исполнительного Комитета Сталинградского областного Совета депутатов трудящихся от 27 августа 1959 года № 18/417 Мачешанский район был упразднен, Красноталовский сельсовет был включён в состав Еланского района. В 1970—1980-х (не ранее 1971 года и не позднее 1987 года) к Красноталовскому были присоединены хутора Адамово-Николаевский, Зелёная Поляна, Побочин и Красный Угол

## География
Хутор находится в пределах Хопёрско-Бузулукской равнины, являющейся южным окончанием Окско-Донской низменности, на реке Бузулук, на высоте около 100-110 метров над уровнем моря. Выше по реке расположен хутор Носовский, ниже - хутор Поручиковский. Почвы — чернозёмы южные.
По автомобильным дорогам расстояние до областного центра города Волгоград составляет 330 км, до районного центра рабочего посёлка Елань — 33 км, до села Тростянка - 7,5 км.
Часовой пояс
Красноталовский, как и вся Волгоградская область, находится в часовой зоне МСК (московское время). Смещение применяемого времени относительно UTC составляет +3:00.

## Население
Динамика численности населения по годам:
| 1859 | 1873 | 1897 | 1915 | 1987 | 2002 |
| ---- | ---- | ---- | ---- | ---- | ---- |
| 137  | 154  | 116  | 146  | ≈530 | 500  |

| 2010 |
| ---- |
| 456  |